# جعفر الدوريستي
الشيخ أبو عبد الله جعفر بن محمد بن أحمد بن العباس بن الفاخر العبسي الدوريستي. هو رجل دين وفقيه ومتكلَّم ومصنَّف شيعي من قدماء علماء الشيعة الإثني عشريَّة إذ أنَّه من تلامذة المفيد، والشريف المرتضى، وابن عياش الجوهري، ومحمد بن الحسن الطوسي، بالإضافة إلى تتلمذه على والده.
وأمَّا لقبه الدوريستي فهو نسبة إلى دوريست، وهي كما قال ياقوت الحموي «بضم الدال وسكون الواو والراء يلتقي فيه ساكنان ثم الياء المثناة التحتانية المفتوحة والسين المهملة الساكنة والتاء المثناة الفوقانية من قرى الري»، ويُقال لها الآن (بالفارسية: درشت)، وأمَّا لقبه العبسي فهو «نسبة إلى بني عبس قبيلة حذيفة بن اليمان لأنه من ذريته».
وهو محل ثناء عدد كبير من علماء الشيعة، فعلي التبريزي يقول في ترجمته له: «هو من المشائخ الأجلة المعروفين»، وأمَّا الطوسي - وهو أستاذ الدوريستي - وابن داوود الحلي فقد وصفاه بأنَّه «ثقة»، ومنتجب الدين القمِّي وصفه بأنَّه: «ثقة عين عدل»، والحر العاملي وصفه بأنَّه «ثقة عين عظيم الشأن»، وعبَّاس القمي وصفه بأنَّه «من أكابر علماء الإمامية من بيت العلم والفضل كثير الرواية».

## الراوون عنه
يروي عدد كبير من أعلام الشيعة عن الدوريستي، ويقول التبريزي في مرآة الكتب في ترجمته للدوريستي «هو من المشائخ الأجلة المعروفين في الإجازات، وأولاده إلى طبقات عديدة أيضا من مشائخ الرواية، وكتب التراجم والاجازات بذكرهم مشحونة»، ومن الراوين عنه: محمد بن أحمد بن شهريار الخازن، والمرتضى بن الداعي الحسني الرازي، والمفيد عبد الجبار المقرئ الرازي، وأبو جعفر مهدي بن أبي حرب المرعشي، وأبو البركات محمد بن إسماعيل المشهدي، والسيد علي بن أبي طالب السليقي، وأبو جعفر محمد بن مرزبان، وهبة الله بن دعويدار، والحسن بن محمد الحديقي، والأخوين أبو القاسم وأبو جعفر ابني كميج، وأبو عبد الله الحسين المؤدب القمي، وأبو القاسم علي بن زيد البيهقي، وحفيده محمد بن موسى بن جعفر الدوريستي.

## مصنفاته
أورد المترجمون للدوريستي عدَّة عناوين لمصنَّفات الدوريستي، ملفتين الانتباه أنَّ عناوينها مطابقة لعناوين مصنَّفات ابن أشناس فقد ذكر علي التبريزي مثلاً في ترجمته للدوريستي: «والعجب اتفاق هذا الشيخ مع الشيخ حسن بن محمد بن اشناس في اسم المؤلفات إلَّا في كتاب (عمل يوم وليلة)، فإن فيه كتاباً للشيخ جعفر دون ابن اشناس». ومصنَّفاته المذكورة في المصادر والكتب التي ترجمت له:
| - الكفاية في العبادات. ذكره منتجب الدين القمي، والحر العاملي، وعنهما نقل الطهراني. - عمل يوم وليلة. ذكره منتجب الدين القمي، والحر العاملي، وعنهما نقل الطهراني. - الاعتقادات. ذكره منتجب الدين القمي، والحر العاملي، وعنهما نقل الطهراني. | - الرد على الزيدية. في الرد على الفرقة الزيديَّة. ذكره ابن شهر آشوب في معالم العلماء، وعنه الطهراني في الذريعة. - الحسني. ذكره الأمين في أعيان الشيعة، والطهراني في الذريعة. |

### الكتب
- أمل الآمل في تراجم علماء جبل عامل. محمد بن الحسن الحر العاملي، طبع النجف - العراق، عام 1385 هـ، منشورات مطبعة الآداب.
- أعيان الشيعة. محسن الأمين، طبع بيروت - لبنان، تاريخ الطبع مفقود، منشورات دار التعارف.
- مرآة الكتب. علي التبريزي، طبع قم - إيران، عام 1414 هـ، منشورات مكتبة آية الله المرعشي النجفي.
- الكنى والألقاب. عباس القمي، طبع طهران - إيران، تاريخ الطبع مفقود، منشورات مكتبة الصدر.
- الذريعة إلى تصانيف الشيعة. آغا بزرگ الطهراني، طبع بيروت - لبنان، تاريخ الطبع مفقود، منشورات دار الأضواء.
- معجم البلدان. ياقوت الحموي، طبع بيروت - لبنان، عام 1399 هـ / 1979 م، منشورات دار إحياء التراث العربي.

### إشارات مرجعية
1. 1 2 3 4 5  
القمي، منتجب الدين. الفهرست. ص. 45. مؤرشف من الأصل في 2019-12-16.
2. ↑  
الحموي، ياقوت. معجم البلدان - ج2. ص. 484. مؤرشف من الأصل في 2019-12-16.
3. 1 2 3  
الأمين، محسن. أعيان الشيعة - ج4. ص. 151. مؤرشف من الأصل في 2019-12-16.
4. 1 2 3  
التبريزي، علي. مرآة الكتب. ص. 430. مؤرشف من الأصل في 2019-12-16.
5. ↑  
الطوسي، محمد بن الحسن. رجال الطوسي. ص. 419. مؤرشف من الأصل في 2016-03-21.
6. ↑  
الحلي، ابن داوود. رجال ابن داوود. ص. 65. مؤرشف من الأصل في 2018-10-25.
7. 1 2 3 4  
الحر العاملي، محمد بن الحسن. أمل الآمل في تراجم علماء جبل عامل - ج2. ص. 54. مؤرشف من الأصل في 2019-12-16.
8. ↑  
القمي، عباس. الكنى والألقاب - ج2. ص. 233. مؤرشف من الأصل في 2019-12-16.
9. ↑  
كحالة، عمر. معجم المؤلفين - ج3. ص. 144. مؤرشف من الأصل في 2019-12-16.
10. ↑  
الطهراني، آغا بزرگ. الذريعة إلى تصانيف الشيعة - ج18. ص. 95. مؤرشف من الأصل في 2019-12-16.
11. ↑  
الطهراني، آغا بزرگ. الذريعة إلى تصانيف الشيعة - ج15. ص. 349. مؤرشف من الأصل في 2019-12-16.
12. ↑  
الطهراني، آغا بزرگ. الذريعة إلى تصانيف الشيعة - ج2. ص. 225. مؤرشف من الأصل في 2019-12-16.
13. ↑  
الطهراني، آغا بزرگ. الذريعة إلى تصانيف الشيعة - ج10. ص. 200. مؤرشف من الأصل في 2019-12-16.
14. ↑  
الطهراني، آغا بزرگ. الذريعة إلى تصانيف الشيعة - ج7. ص. 14. مؤرشف من الأصل في 2019-12-16.